# Aşağıkurtoğlu, Ardahan
Aşağıkurtoğlu là một xã thuộc thành phố Ardahan, tỉnh Ardahan, Thổ Nhĩ Kỳ. Dân số thời điểm năm 2010 là 304 người.